# هاروی جیسون
هاروی جیسون (به انگلیسی: Harvey Jason) (زاده ۲۹ فوریهٔ ۱۹۴۰) بازیگر انگلیسی است.
از فیلم‌های معروف او می‌توان به بازی در هواپیمایی آمریکا و نفت خام اوکلاهما اشاره کرد.